# 南基伍省
南基伍省（法語：Province du Sud Kivu）是位于刚果民主共和国东部的一个省，首府布卡武。该省与布隆迪、卢旺达兩國接壤，並和坦尚尼亞以坦干依喀湖相隔。人口5,772,000（2015年），面積65,070 km²。

## 南基伍省的镇
- 布卡武（Bukavu）
- 乌维拉（Uvira）

## 名人
- 洛朗-德西雷·卡比拉
- 约瑟夫·卡比拉

3°01′S 28°16′E / 3.02°S 28.27°E
1. ↑  . hdi.globaldatalab.org.   [2018-09-13]. （原始内容存档于2018-09-23） （英语）.